# Fun (Band)/Diskografie
Diese Diskografie ist eine Übersicht über die musikalischen Werke der US-amerikanischen Indie-Popband Fun. Den Schallplattenauszeichnungen zufolge hat sie bisher mehr als 29,9 Millionen Tonträger verkauft, davon alleine in ihrer Heimat über 22 Millionen. Ihre erfolgreichste Veröffentlichung ist die Single We Are Young mit über 14,7 Millionen verkauften Einheiten.

## Alben

### Studioalben
| Jahr | Titel Musiklabel               | Höchstplatzierung, Gesamtwochen, AuszeichnungChartplatzierungen (Jahr, Titel, Musiklabel, Platzierungen, Wochen, Auszeichnungen, Anmerkungen) | Höchstplatzierung, Gesamtwochen, AuszeichnungChartplatzierungen (Jahr, Titel, Musiklabel, Platzierungen, Wochen, Auszeichnungen, Anmerkungen) | Höchstplatzierung, Gesamtwochen, AuszeichnungChartplatzierungen (Jahr, Titel, Musiklabel, Platzierungen, Wochen, Auszeichnungen, Anmerkungen) | Höchstplatzierung, Gesamtwochen, AuszeichnungChartplatzierungen (Jahr, Titel, Musiklabel, Platzierungen, Wochen, Auszeichnungen, Anmerkungen) | Höchstplatzierung, Gesamtwochen, AuszeichnungChartplatzierungen (Jahr, Titel, Musiklabel, Platzierungen, Wochen, Auszeichnungen, Anmerkungen) | Anmerkungen                                                  |
| Jahr | Titel Musiklabel               | DE | AT | CH | UK | US | Anmerkungen                                                  |
| ---- | ------------------------------ | --- | --- | --- | --- | --- | ------------------------------------------------------------ |
| 2009 | Aim and Ignite Fueled by Ramen | — | — | — | — | US71 (14 Wo.)US | Erstveröffentlichung: 25. August 2009                        |
| 2012 | Some Nights Fueled by Ramen    | DE30 (8 Wo.)DE | AT11 (24 Wo.)AT | CH16 (35 Wo.)CH | UK4 Platin · (51 Wo.)UK | US3 ×3Dreifachplatin · (88 Wo.)US | Erstveröffentlichung: 21. Februar 2012 Verkäufe: + 3.715.000 |

### EPs
- 2010: Fun. Live at Fingerprints
- 2012: Nova's Red Room Presents Fun.
- 2012: The Ghost That You Are to Me
- 2012: iTunes Session
- 2013: Selections & B-Sides from Aim & Ignite
- 2013: Before Shane Went to Bangkok: Live in the USA
- 2014: Point and Light

## Singles
| Jahr | Titel Album              | Höchstplatzierung, Gesamtwochen, AuszeichnungChartplatzierungen (Jahr, Titel, Album, Platzierungen, Wochen, Auszeichnungen, Anmerkungen) | Höchstplatzierung, Gesamtwochen, AuszeichnungChartplatzierungen (Jahr, Titel, Album, Platzierungen, Wochen, Auszeichnungen, Anmerkungen) | Höchstplatzierung, Gesamtwochen, AuszeichnungChartplatzierungen (Jahr, Titel, Album, Platzierungen, Wochen, Auszeichnungen, Anmerkungen) | Höchstplatzierung, Gesamtwochen, AuszeichnungChartplatzierungen (Jahr, Titel, Album, Platzierungen, Wochen, Auszeichnungen, Anmerkungen) | Höchstplatzierung, Gesamtwochen, AuszeichnungChartplatzierungen (Jahr, Titel, Album, Platzierungen, Wochen, Auszeichnungen, Anmerkungen) | Anmerkungen                                                                          |
| Jahr | Titel Album              | DE | AT | CH | UK | US | Anmerkungen                                                                          |
| ---- | ------------------------ | --- | --- | --- | --- | --- | ------------------------------------------------------------------------------------ |
| 2011 | We Are Young Some Nights | DE4 Platin · (36 Wo.)DE | AT1 Platin · (30 Wo.)AT | CH2 ×2Doppelplatin · (41 Wo.)CH | UK1 ×4Vierfachplatin · (47 Wo.)UK | US1 Diamant · (42 Wo.)US | Erstveröffentlichung: 20. September 2011 Verkäufe: + 14.895.000; feat. Janelle Monáe |
| 2012 | Some Nights              | DE25 Gold · (17 Wo.)DE | AT6 Gold · (24 Wo.)AT | CH15 Platin · (33 Wo.)CH | UK7 Platin · (21 Wo.)UK | US3 ×7Siebenfachplatin · (56 Wo.)US | Erstveröffentlichung: 4. Juni 2012 Verkäufe: + 9.325.000                             |
| 2012 | Carry On Some Nights     | — | — | — | — | US20 ×2Doppelplatin · (20 Wo.)US | Erstveröffentlichung: 23. Oktober 2012 Verkäufe: + 2.110.000                         |

Weitere Singles
- 2009: At Least I’m Not as Sad (As I Used to Be)
- 2009: All the Pretty Girls
- 2010: Believe in Me
- 2010: Walking the Dog
- 2011: C’mon (feat. Panic! at the Disco)
- 2013: Why Am I the One
- 2013: All Alone
- 2014: Sight of the Sun

## Musikvideos
| Jahr | Titel                | Regie               |
| ---- | -------------------- | ------------------- |
| 2009 | All the Pretty Girls | Isaac Rentz         |
| 2010 | Walking the Dog      | Skinny              |
| 2011 | We Are Young         | Marc Klasfeld       |
| 2012 | Some Nights (Intro)  | Poppy de Villanueve |
| 2012 | Some Nights          | Anthony Mandler     |
| 2012 | Carry On             | Anthony Mandler     |
| 2013 | Why Am I the One     | Jordan Bahat        |

## Statistik

### Chartauswertung
|                     | DE    | AT    | CH    | UK    | US    |
| ------------------- | ----- | ----- | ----- | ----- | ----- |
| Nummer-eins-Alben   | DE—DE | AT—AT | CH—CH | UK—UK | US—US |
| Top-10-Alben        | DE—DE | AT—AT | CH—CH | UK1UK | US1US |
| Alben in den Charts | DE1DE | AT1AT | CH1CH | UK1UK | US2US |

|                       | DE    | AT    | CH    | UK    | US    |
| --------------------- | ----- | ----- | ----- | ----- | ----- |
| Nummer-eins-Singles   | DE—DE | AT1AT | CH—CH | UK1UK | US1US |
| Top-10-Singles        | DE1DE | AT2AT | CH1CH | UK2UK | US2US |
| Singles in den Charts | DE2DE | AT2AT | CH2CH | UK2UK | US3US |

### Auszeichnungen für Musikverkäufe
| Goldene Schallplatte - Belgien - 2012: für die Single We Are Young - Dänemark - 2013: für die Single Some Nights - 2018: für das Album Some Nights - Frankreich - 2013: für die Single We Are Young - 2013: für das Album Some Nights - Italien - 2013: für die Single Carry On - 2020: für das Album Some Nights - Japan - 2013: für das Album Some Nights - 2015: für die Single We Are Young (Digital) - Kanada - 2012: für das Album We Are Young - Mexiko - 2015: für die Single Some Nights - Schweden - 2012: für das Album Some Nights - Spanien - 2024: für die Single Some Nights | Platin-Schallplatte - Australien - 2012: für das Album Some Nights - Dänemark - 2013: für die Single We Are Young - Irland - 2012: für das Album Some Nights - 2012: für die Single We Are Young - Italien - 2012: für die Single Some Nights - Kanada - 2013: für das Album Some Nights - 2013: für die Single Carry On - Neuseeland - 2015: für die Single Carry On - Schweden - 2012: für die Single Some Nights - Spanien - 2024: für die Single We Are Young 2× Platin-Schallplatte - Dänemark - 2013: für das Streaming We Are Young - 2013: für das Streaming Some Nights - Italien - 2012: für die Single We Are Young - Malaysia - 2013: für die Single Some Nights | 5× Goldene Schallplatte - Mexiko - 2015: für die Single We Are Young 3× Platin-Schallplatte - Neuseeland - 2013: für die Single Some Nights - 2021: für das Album Some Nights 4× Platin-Schallplatte - Schweden - 2012: für die Single We Are Young 5× Platin-Schallplatte - Kanada - 2013: für die Single Some Nights - Neuseeland - 2025: für die Single We Are Young 7× Platin-Schallplatte - Australien - 2020: für die Single Some Nights - 2020: für die Single We Are Young Diamantene Schallplatte - Kanada - 2022: für die Single We Are Young |

Anmerkung: Auszeichnungen in Ländern aus den Charttabellen bzw. Chartboxen sind in ebendiesen zu finden.
| Land/RegionAuszeichnungen für Musikverkäufe (Land/Region, Auszeichnungen, Verkäufe, Quellen) | Gold       | Platin       | Diamant     | Verkäufe   | Quellen              |
| -------------------------------------------------------------------------------------------- | ---------- | ------------ | ----------- | ---------- | -------------------- |
| Australien (ARIA)                                                                            | —          | 15× Platin15 | —           | 1.050.000  | aria.com.au          |
| Belgien (BRMA)                                                                               | Gold1      | —            | —           | 15.000     | ultratop.be          |
| Dänemark (IFPI)                                                                              | 2× Gold2   | 5× Platin5   | —           | 55.000     | ifpi.dk              |
| Deutschland (BVMI)                                                                           | Gold1      | Platin1      | —           | 450.000    | musikindustrie.de    |
| Frankreich (SNEP)                                                                            | 2× Gold2   | —            | —           | 125.000    | infodisc.fr          |
| Irland (IRMA)                                                                                | —          | 2× Platin2   | —           | 30.000     | irishcharts.ie       |
| Italien (FIMI)                                                                               | 2× Gold2   | 3× Platin3   | —           | 130.000    | fimi.it              |
| Japan (RIAJ)                                                                                 | 2× Gold2   | —            | —           | 200.000    | riaj.or.jp JP2       |
| Kanada (MC)                                                                                  | Gold1      | 7× Platin7   | Diamant1    | 1.400.000  | musiccanada.com      |
| Malaysia (RIM)                                                                               | —          | 2× Platin2   | —           | 400.000    | Einzelnachweise      |
| Mexiko (AMPROFON)                                                                            | 2× Gold2   | 2× Platin2   | —           | 180.000    | amprofon.com.mx      |
| Neuseeland (RMNZ)                                                                            | —          | 12× Platin12 | —           | 315.000    | radioscope.co.nz NZ2 |
| Österreich (IFPI)                                                                            | Gold1      | Platin1      | —           | 45.000     | ifpi.at              |
| Schweden (IFPI)                                                                              | Gold1      | 5× Platin5   | —           | 220.000    | sverigetopplistan.se |
| Schweiz (IFPI)                                                                               | —          | 3× Platin3   | —           | 90.000     | hitparade.ch         |
| Spanien (Promusicae)                                                                         | Gold1      | Platin1      | —           | 90.000     | elportaldemusica.es  |
| Vereinigte Staaten (RIAA)                                                                    | —          | 12× Platin12 | Diamant1    | 22.000.000 | riaa.com             |
| Vereinigtes Königreich (BPI)                                                                 | —          | 6× Platin6   | —           | 3.300.000  | bpi.co.uk            |
| Insgesamt                                                                                    | 16× Gold16 | 77× Platin77 | 2× Diamant2 |            |                      |